# نيكولا كابرون
نيكولا كابرون (بالفرنسية: Nicolas Capron)‏ هو ملحن فرنسي، ولد في 1740، وتوفي في 14 سبتمبر 1784 في باريس في فرنسا.

## وصلات خارجية
- نيكولا كابرون على موقع ميوزك برينز (الإنجليزية)